# 月球快遞
月球快遞（Moon Express）是一間美國私人公司，由一群矽谷太空企業家所成立，以贏得Google月球X大獎，挖掘月球自然資源，獲得經濟價值為目標。

## 歷史
2010年8月，杰恩（Naveen Jain） 、巴尼·佩爾和羅伯特·理查茲共同創立月球快遞 ，總部位於加州山景城，計劃推出商業用月球機器運輸和開採月球資源，包括稀土元素鈮，釔和鏑。
2016年6月，美國聯邦航空管理局批准該公司在2017年運送商業太空船至月球。

## 外部連結
- Moon Express official website
- Team Moon Express （页面存档备份，存于）
- BBC Radio Covers Moon Express （页面存档备份，存于）